# John Cornes
John Frederick "Jerry" Cornes (Reino Unido, 23 de marzo de 1910-23 de junio de 2001) fue un atleta británico, especialista en la prueba de 1500 m en la que llegó a ser subcampeón olímpico en 1932.

## Carrera deportiva
En los JJ. OO. de Los Ángeles 1932 ganó la medalla de plata en los 1500 metros, con un tiempo de 3:52.6 segundos, llegando a meta tras el italiano Luigi Beccali (oro con 3:51.2 segundos) y por delante del canadiense Phil Edwards (bronce).